# Перник (община)
Вижте пояснителната страница за други значения на Перник.
Община Перник е разположена в Югозападна България и е една от съставните общини на област Перник.

## География

### Географско положение, граници, големина
Общината е разположена в североизточната част на област Перник. Част от нейната територия попада в историко-географската област Краище и в частност в по-малката историко-географска област Граово. С площта си от 484,213 km2 заема 3-то място сред 6-те общините на областта, което съставлява 20,22% от територията на областта. Границите ѝ са следните:
- на югозапад – община Радомир;
- на запад – община Ковачевци;
- на северозапад – община Брезник;
- на север – община Божурище, Софийска област;
- на североизток – Столична община, област София;
- на югоизток – община Самоков, Софийска област.

### Природни ресурси

#### Релеф
Релефът на община Перник е твърде разнообразен, от високо планински, през ниско планински, хълмист и котловинен. От северозапад на югоизток, по цялото протежение на общината се простират две котловини. На северозапад – южната половина на Брезнишката котловина, в южната част на която, в началото на Чардакския пролом на река Струма, южно от град Батановци се намира най-ниската точка на общината – 656 m н.в. Чрез пролома Кракра на югоизток Брезнишката котловина се свързва с Пернишката котловина, надморската височина на която е от 750 до 800 m.
Тези две котловини са оградени от частите на две планински редици: Завалско-Планската на северизток и Руйско-Верилската на югозапад.
Към Завалско-Планската планинска редица в пределите на общината попадат части от три планини. В най-северните ѝ предели попадат крайните югоизточни части на планината Вискяр. Най-високата ѝ точка на територията на община Перник е връх Кале (1052,5 m), издигащ се североизточно от село Вискяр. На югозапад чрез Радуйската седловина Вискяр се свързва с планината Люлин. В пределите на общината попадат нейните югозападни склонове, обърнати към Пернишката котловина, а най-високата ѝ точка връх Дупевица (1256 m) се издига североизточно от село Големо Бучино, на границата със Столична община. На югоизток от Пернишката котловина се издига четвъртата по височина планина в България – Витоша. В пределите на община Перник попада почти 1/3 от територията на планината, основно нейната западна част. На границата със Столична община, североизточно от село Чуйпетлово се извисява нейният най-висок връх Черни връх 2290 m.
На югозапад двете котловини (Брезнишката и Пернишката) са оградени от части на две ниски планини спадащи към Руйско-Верилската планинска редица. На северозапад от Чардакския пролом и западно от Брезнишката котловина се простират източните склонове на планината Черна гора. Нейната максимална височина в общината е връх Гарван (1100 m), разположен северозападно от село Планиница. Районът югоизточно от Чардакския пролом и югозападно от Пернишката котловина се заема от североизточните склонове на планината Голо бърдо. Нейният най-висок връх Ветрушка (1158 m) се издига югозападно от град Перник, на границата с община Радомир.

#### Води
Основна водна артерия на община Перник е река Струма, като в нейните предели протича най-горното ѝ течение. Реката извира от южното подножие на Черни връх и се насочва на юг-югозапад. При село Боснек завива на северозапад, а след това на север и се влива в язовир Студена (обем 25.2 млн. м3). След изтичането си от язовира при село Студена реката навлиза в Пернишката котловина и се насочва на север. Протича през областния център град Перник по цялото му протежение, а след него преминава през първия си пролом Кракра и навлиза в Брезнишката котловина. При град Батановци завива на юг, навлиза във втория си пролом Чардакския и напуска пределите на общината. При град Батановци в нея отдясно се влива първият ѝ по-голям приток – река Конска, която отводнява цялата Брезнишката котловина.

#### Климат, почви
В климатично отношение община Перник попада в умереноконтиненталната климатична област, а западните склонове на Витоша – в планинската климатична област.
В геоморфоложко отношение Пернишката котловина попада в Краищенско-Ихтиманската подобласт. Скалните формирования на геоложката основа са главните доставчици на материали, от изветряването на които са получени продуктите, образуващи днешната почвена покривка на района. Тя се отличава с голямо разнообразие на почвените видове и техните основни характеристики. Преобладават канелените почви и излужените смолници. Равнинната част на котловината е покрита с плодороден чернозем, по поречието на река Струма има алувиални наслойки. В периферията на котловината са образувани обширни пролувиални шлейфове. Мощността на хумусния хоризонт варира от 10 до 40 см. С изключение на смолниците останалите почви притежават благоприятни физически свойства – рохкав строеж, висока порьозност, добра аерация. Като цяло почвените условия в община Перник са благоприятни за отглеждане на зърнени, фуражни и технически култури, зеленчуци и трайни насаждения.

#### Растителност
Природният ландшафт до голяма степен е променен от дейността на човека. Основните дървесни видове са дъб (благун, цер), акация, келяв габър и др. От храстите най-разпространени са глог, шипка, трънка, дрян, къпина и др. Общата територия на горския фонд в общината е 174 866 дка, 142 114 дка са горите със специално предназначение. Преобладават горите с издънков произход, разстроена структура и ниска продуктивност (ІІІ-V бонитет). Те се използват основно за добив на дърва за огрев.
Народен парк „Витоша“ обхваща територия с обща площ 26 577 ха, от които 9 988 ха на територията на община Перник. В тази част на Витоша се срещат 32 редки, застрашени от изчезване растения, включени в Червената книга на Република България.

#### Минерални ресурси
По времето на терциера Пернишката котловина е била дъно на езерен басейн, в който са се наслоили мощни пластове. От този геоложки период датират и запасите от кафяви въглища в района, които предопределят насоката на икономическото развитие на общината. Кафявите въглища от Пернишкия въглищен басейн се експлоатират от „Мини Перник“ АД. Средногодишното производство е близо 2 млн. т. годишно.
От нерудните изкопаеми в общината е застъпен добивът на инертни материали, варовик, гранит. Варовиците (с големи запаси) са пригодни за добив на цимент и вар (Перник, Батановци). Кариерите за добив на варовик са затворени, но при възстановяване на циментопроизводството те отново ще функционират. Доломитите при кв. „Калкас“ и село Боснек са подходящи с флюси в металургията. Тук има подходящи находища за добив на монцонит и сиенит като облицовъчен камък.

#### Защитени местности
На 5 km южно от град Перник, в планината Голо бърдо, се намира резерватът Острица. Площта му е 134.6 ха и обхваща връх Острица (1146 m) и склоновете му – доловете Белите кладенци, Широки дол и Рибна вода. В резервата преобладават издънкови насаждения от габър, келяв габър, мъждрян. Флората се състои от 358 вида и 4 подвида, отнасящи се към 212 реда и 56 семейства. Въпреки малката си територия това представлява 1/10 част от флористичното богатство на България. Защитени от закона са 7 вида растения: ниско бясно дърво, урумово лале, горска съсънка, източна ведрица, урумов лопен, длановиден ветрогон и сръбско звънче. Въпреки неголемите отстояния на резервата от заобикалящите го градове – Перник, Батановци и Радомир, нарушенията на режима на защитената територия, стопанисвана от Горско стопанство – Радомир, са незначителни. Основна причина за това са „проветривостта“ на резервата и по-високата му надморска височина (1100 m) спрямо селищата с развита промишленост (700 – 800 m).
В района на Перник се намира най-дългата пещера в България – Духлата. Проучени са 15 km от нея. Открити са повече от 50 зали с площ над 50 m2 всяка.

### Населени места
Общината се състои от 24 населени места. Списък на населените места, подредени по азбучен ред, население и площ на землищата им:
| Населено място | Пребр. на населението през 2021 г. | Площ на землището (в км2) | Забележка (старо име) | Населено място | Пребр. на населението през 2021 г. | Площ на землището (в км2) | Забележка (старо име) |
| Батановци      | 2004                               | 4,556                     | Темелково             | Люлин          | 764                                | 22,191                    |                       |
| Богданов дол   | 442                                | 9,975                     |                       | Мещица         | 789                                | 20,130                    |                       |
| Боснек         | 217                                | 28,666                    |                       | Перник         | 68 259                             | 72,289                    | Димитрово             |
| Вискяр         | 88                                 | 10,907                    |                       | Планиница      | 33                                 | 3,719                     |                       |
| Витановци      | 264                                | 7,336                     |                       | Радуй          | 54                                 | 14,445                    |                       |
| Големо Бучино  | 586                                | 17,974                    |                       | Расник         | 346                                | 21,013                    |                       |
| Дивотино       | 1675                               | 26,331                    |                       | Рударци        | 1400                               | 8,466                     |                       |
| Драгичево      | 2161                               | 20,448                    |                       | Селищен дол    | 104                                | 11,500                    |                       |
| Зидарци        | 109                                | 3,694                     |                       | Студена        | 1725                               | 74,794                    |                       |
| Кладница       | 1376                               | 15,414                    |                       | Черна гора     | 253                                | 16,078                    |                       |
| Кралев дол     | 614                                | 14,618                    |                       | Чуйпетлово     | 38                                 | 29,642                    | Чупетлово             |
| Лесковец       | 77                                 | 13,884                    |                       | Ярджиловци     | 969                                | 16,143                    |                       |

## Административно-териториални промени
- Указ № 44/обн. 11.02.1887 г. – преименува с. Сръбски Самоков на с. Попово;
- Указ № 402/обн. 18.09.1929 г. – признава с. Перник за гр. Перник;
- Указ № 949/обн. 08.12.1944 г. – преименува с. Попово на с. Витошко;
- Указ № 649/обн. 16.07.1949 г. – преименува гр. Перник на гр. Димитрово;
- Указ № 236/обн. 28.05.1950 г. – преименува с. Батановци на с. Темелково;
- Указ № 408/обн. 13.10.1953 г. – заличава селата Витошко и Крапец поради изселване;
- Указ № 317/обн. 13.12.1955 г. – заличава селата Бела вода, Калкас и Мошино и ги присъединява като квартали на гр. Димитрово;
- Указ № 582/обн. 29.12.1959 г. – признава н.м. Рударци (от с. Кладница) за отделно населено място – с. Рударци;
- Указ № 460/обн. 14.11.1961 г. – обединява селата Райлово (Райловци) и Църнел в едно ново населено място – с. Люлин;
- Указ № 21/обн. 19 януари 1962 г. – преименува с. Църква на с. Даскалово;

– възстановява старото име на гр. Димитрово на гр. Перник;
- Указ № 960/обн. 4 януари 1966 г. – осъвременява името на с. Чупетлово (Чупетльово) на с. Чуйпетлово;
- Указ № 2434/обн. 27.10.1972 г. – заличава с. Даскалово и го присъединява като квартал на гр. Перник;
- Указ № 1942/обн. 17.09.1974 г. – признава с. Темелково за гр. Темелково;
- Указ № 157/обн. 10.05.1991 г. – възстановява старото име на гр. Темелково на гр. Батановци;
- Указ № 250/обн. 22.08.1991 г. – отделя кв. Черна гора от гр. Темелково и го признава за отделно населено място – с. Черна гора;
- Указ № 120/обн. 14.04.1998 г. – отделя с. Селищен дол и землището му от община Брезник и го присъединява към община Перник;[2]

## Население

### Етнически състав
Преброяване на населението през 2011 г.
Численост и дял на етническите групи според преброяването на населението през 2011 г., по населени места (подредени по численост на населението):
| Населено място | Численост | Численост | Численост | Численост | Численост | Численост           | Численост     | Населено място | Дял (в %) | Дял (в %) | Дял (в %) | Дял (в %) | Дял (в %)           | Дял (в %)     |
| Населено място | Общо      | Българи   | Турци     | Цигани    | Други     | Не се самоопределят | Не отговорили | Населено място | Българи   | Турци     | Цигани    | Други     | Не се самоопределят | Не отговорили |
| Общо           | 97 181    | 88 831    | 176       | 1781      | 208       | 250                 | 5935          | 100.00         | 91.40     | 0.18      | 1.83      | 0.21      | 0.25                | 6.10          |
| -------------- | --------- | --------- | --------- | --------- | --------- | ------------------- | ------------- | -------------- | --------- | --------- | --------- | --------- | ------------------- | ------------- |
| Перник         | 80 191    | 73 063    | 78        | 1709      | 183       | 218                 | 4940          | Перник         | 91.11     | 0.09      | 2.13      | 0.22      | 0.27                | 6.16          |
| Батановци      | 2263      | 2189      | 3         | 3         | 8         | 5                   | 55            | Батановци      | 96.73     | 0.13      | 0.13      | 0.35      | 0.22                | 2.43          |
| Драгичево      | 2121      | 2020      |           | 27        | 4         |                     | 67            | Драгичево      | 95.23     |           | 1.27      | 0.18      |                     | 3.15          |
| Дивотино       | 1911      | 1852      |           | 0         |           | 3                   | 53            | Дивотино       | 96.91     |           | 0.00      |           | 0.15                | 2.77          |
| Студена        | 1819      | 1748      | 0         |           |           | 0                   | 70            | Студена        | 96.09     | 0.00      |           |           | 0.00                | 3.84          |
| Рударци        | 1362      | 1277      | 0         | 23        | 5         | 7                   | 50            | Рударци        | 93.75     | 0.00      | 1.68      | 0.36      | 0.51                | 3.67          |
| Кладница       | 1202      | 1030      |           |           | 4         | 3                   | 163           | Кладница       | 85.69     |           |           | 0.33      | 0.24                | 13.56         |
| Ярджиловци     | 1079      | 1064      | 0         | 0         |           |                     | 13            | Ярджиловци     | 98.60     | 0.00      | 0.00      |           |                     | 1.20          |
| Мещица         | 873       | 854       |           | 6         |           | 0                   | 12            | Мещица         | 97.82     |           | 0.68      |           | 0.00                | 1.37          |
| Люлин          | 849       | 822       | 0         | 0         |           |                     | 26            | Люлин          | 96.81     | 0.00      | 0.00      |           |                     | 3.06          |
| Големо Бучино  | 726       | 586       | 90        | 11        |           |                     | 34            | Големо Бучино  | 80.71     | 12.39     | 1.51      |           |                     | 4.68          |
| Кралев дол     | 619       | 192       | 0         | 0         |           |                     | 426           | Кралев дол     | 31.01     | 0.00      | 0.00      |           |                     | 68.82         |
| Богданов дол   | 486       | 481       | 0         | 0         | 0         | 4                   | 1             | Богданов дол   | 98.97     | 0.00      | 0.00      | 0.00      | 0.82                | 0.20          |
| Расник         | 399       | 394       | 0         | 0         | 0         | 0                   | 5             | Расник         | 98.74     | 0.00      | 0.00      | 0.00      | 0.00                | 1.25          |
| Черна гора     | 302       | 295       | 0         | 0         | 0         | 0                   | 7             | Черна гора     | 97.68     | 0.00      | 0.00      | 0.00      | 0.00                | 2.31          |
| Витановци      | 269       | 269       | 0         | 0         | 0         | 0                   | 0             | Витановци      | 100.00    | 0.00      | 0.00      | 0.00      | 0.00                | 0.00          |
| Боснек         | 155       | 154       |           |           | 0         | 0                   | 0             | Боснек         | 99.35     |           |           | 0.00      | 0.00                | 0.00          |
| Селищен дол    | 146       | 138       | 0         | 0         | 0         | 0                   | 8             | Селищен дол    | 94.52     | 0.00      | 0.00      | 0.00      | 0.00                | 5.47          |
| Лесковец       | 117       | 116       |           |           | 0         | 0                   | 0             | Лесковец       | 99.14     |           |           | 0.00      | 0.00                | 0.00          |
| Вискяр         | 102       | 98        | 0         | 0         | 0         | 0                   | 4             | Вискяр         | 96.07     | 0.00      | 0.00      | 0.00      | 0.00                | 3.92          |
| Зидарци        | 80        | 80        | 0         | 0         | 0         | 0                   | 0             | Зидарци        | 100.00    | 0.00      | 0.00      | 0.00      | 0.00                | 0.00          |
| Радуй          | 51        | 51        | 0         | 0         | 0         | 0                   | 0             | Радуй          | 100.00    | 0.00      | 0.00      | 0.00      | 0.00                | 0.00          |
| Планиница      | 30        | 30        | 0         | 0         | 0         | 0                   | 0             | Планиница      | 100.00    | 0.00      | 0.00      | 0.00      | 0.00                | 0.00          |
| Чуйпетлово     | 29        | 28        | 0         | 0         | 0         | 0                   | 1             | Чуйпетлово     | 96.55     | 0.00      | 0.00      | 0.00      | 0.00                | 3.44          |

### Вероизповедания
Численост и дял на населението по вероизповедание според преброяването на населението през 2011 г.:
|                     | Численост | Дял (в %) |
| Общо                | 97 181    | 100.00    |
| Православие         | 67 069    | 69.01     |
| Католицизъм         | 317       | 0.32      |
| Протестантство      | 569       | 0.58      |
| Ислям               | 163       | 0.16      |
| Друго               | 96        | 0.09      |
| Нямат               | 3574      | 3.67      |
| Не се самоопределят | 5272      | 5.42      |
| Непоказано          | 20 121    | 20.70     |

## Политика

### Общински съвет
Състав на общинския съвет, избиран на местните избори през годините:
| Партия или сдружение | 2003    | 2007    | 2011 | 2015    |
| Избирателна активност по време на изборите | 38,79 % | 52,47 % |      | 48,36 % |
| Общ брой места | 41      | 41      | 41   | 41      |
| --- | ------- | ------- | ---- | ------- |
| ГЕРБ |         |         | 15   | 13      |
| Български демократичен център |         | 1       | 5    | 7       |
| Българска социалистическа партия | 13      |         |      | 7       |
| Коалиция „Народен съюз – ВМРО – Патриотично обединение“ (ВМРО – Българско национално движение, Народен съюз)                                                                                         |         |         |      | 5       |
| Коалиция „Реформатори и демократи за Перник“ (Единна народна партия, Никола Петков, БДФ, Българска социалдемократическа партия)                                                                      |         |         |      | 4       |
| Алтернатива за българско възраждане |         |         |      | 3       |
| Коалиция „За нашия Перник“ |         |         |      | 1       |
| Атака |         | 2       | 1    | 1       |
| Коалиция „БСП, ЗНС, КПБ, ПБС, ПК „Тракия“, СПС „Защита“, Движение „Гергьовден““ |         |         | 12   |         |
| Коалиция „Патриотично обединение“ (Обединен блок на труда, Български лейбъристи, Достойна България)                                                                                                  |         |         | 3    |         |
| Коалиция „Демократи за Перник“ (Демократи за силна България, Български земеделски народен съюз - Народен съюз, ВМРО – Българско национално движение)                                                 |         |         | 3    |         |
| Коалиция „Обединена десница“ (Съюз на демократичните сили, Национално движение „Симеон Втори“, Обединени демократични сили, Радикалдемократическа партия, ОЗ, Българска социалдемократическа партия) |         |         | 2    |         |
| Коалиция „Съюз за Перник – ЗНС ХСС“ (Земеделски народен съюз, Християнсоциален съюз) |         | 15      |      |         |
| Коалиция „Нова левица – БСП и ПБС“ (Българска социалистическа партия, Български социалдемократи) |         | 10      |      |         |
| Коалиция „Демократи за Перник – СДС, ДСБ, ССД, ДП“ (Съюз на демократичните сили, Демократи за силна България, Съюз на свободните демократи, Демократическа партия)                                   |         | 9       |      |         |
| Коалиция „ГЕРБ – ВМРО“ (ГЕРБ, ВМРО – Българско национално движение) |         | 4       |      |         |
| Съюз на демократичните сили | 9       |         |      |         |
| Коалиция „Нова левица – Патриотично обединение за Перник“ | 8       |         |      |         |
| Национално движение „Симеон Втори“ | 4       |         |      |         |
| Съюз на свободните демократи | 2       |         |      |         |
| Български земеделски народен съюз - Народен съюз | 1       |         |      |         |
| Българска социалдемокрация | 1       |         |      |         |
| ВМРО – Българско национално движение | 1       |         |      |         |
| Коалиция „Възраждане за Перник“ | 1       |         |      |         |
| Коалиция „ДП – СДП“ | 1       |         |      |         |

## Транспорт
През общината преминават три участъка от железопътната мрежа на България:
- от изток на запад, по долината на река Струма, в т.ч. през областния център град Перник – участък от 18,2 km от трасето на жп линията София – Благоевград – Кулата;
- от юг на север – началният участък от 18,6 km от трасето на жп линията Перник – Радуил – Волуяк;
- целият участък от 16,2 km от спомагателната жп линия гара Разменна – Батановци.

През общината преминават изцяло или частично 8 пътя от Републиканската пътна мрежа на България с обща дължина 90,2 km:
- последният участък от 9,8 km от автомагистрала Люлин (от km 9,2 до km 19,0);
- началният участък от 15,3 km от автомагистрала Срума (от km 287,4 до km 302,7)[9];
- участък от 15,6 km от Републикански път I-1 (от km 287,1 до km 302,7)[10];
- участък от 15,5 km от Републикански път I-6 (от km 74,7 до km 90,2)[11];
- началният участък от 15,6 km от Републикански път II-63 (от km 0 до km 15,6);
- началният участък от 12,3 km от Републикански път III-605 (от km 0 до km 12,3);
- последният участък от 13,9 km от Републикански път III-802 (от km 13,3 до km 27,2);
- целият участък от 8,1 km от Републикански път III-1003.

## Топографски карти
- Лист от карта K-34-46. Мащаб: 1 : 100 000.
- Лист от карта K-34-47. Мащаб: 1 : 100 000.
- Лист от карта K-34-58. Мащаб: 1 : 100 000.
- Лист от карта K-34-59. Мащаб: 1 : 100 000.